# Isabelle Carpenter
Isabelle Carpenter (13 de enero de 1999) es una deportista británica que compite en tiro con arco, en la modalidad de arco compuesto. Ganó dos medallas de oro en el Campeonato Europeo de Tiro con Arco al Aire Libre de 2022, en las pruebas individual y por equipo.

## Palmarés internacional
| Campeonato Europeo al Aire Libre | Campeonato Europeo al Aire Libre | Campeonato Europeo al Aire Libre | Campeonato Europeo al Aire Libre |
| Año                              | Lugar                            | Medalla                          | Prueba                           |
| -------------------------------- | -------------------------------- | -------------------------------- | -------------------------------- |
| 2022                             | Múnich (Alemania)                | Medalla de oro                   | Individual                       |
| 2022                             | Múnich (Alemania)                | Medalla de oro                   | Equipo                           |